# ماموت (میزوری)
ماموت (به انگلیسی: Mammoth) یک منطقهٔ مسکونی در ایالات متحده آمریکا است که در شهرستان اوزارک، میزوری واقع شده‌است. ماموت ۲۰۳٫۹۱ متر بالاتر از سطح دریا واقع شده‌است.